# 埃琳·迈耶
埃琳·迈耶（荷蘭語：Elien Meijer，1970年1月25日—），荷兰女子赛艇运动员。她曾代表荷兰参加1996年和2000年夏季奥林匹克运动会赛艇比赛，其中2000年奥运会获得一枚银牌。